# Léopold Durand
Léopold Durand (1666-1749) était un architecte français,.

## Travaux
- Traité historique des eaux et des bains de Plombières, 1748
- Recueil sur l'architecture
- Plans de diverses églises
- Description des temples de Chine
- Termes de l'art et architecture militaires
- De la construction des voûtes
- Jeux et combats des Grecs
- Recueil sur les théâtres des Anciens